# Oliver Stone
William Oliver Stone (New York, 1946. szeptember 15. –) háromszoros Oscar-, ötszörös Golden Globe-, valamint egyszeres BAFTA-díjas amerikai filmrendező, forgatókönyvíró, filmproducer és színész.
Nagy vitákat kavart művei közt találhatóak a vietnámi háborút és az amerikai politikát feldolgozó filmek, valamint bűnügyi filmdrámák is.
A New Yorkban született Stone rövid ideig a Yale Egyetem hallgatója volt. 1967-ben bevonult az amerikai hadseregbe, 1968-ig Vietnámban harcolt, ahol kétszer megsérült és egyebek mellett Bíbor Szívvel is kitüntették. Háborús tapasztalatait későbbi filmjeiben is felhasználta, ábrázolva a harc kegyetlenségét.
Filmes pályafutását forgatókönyvíróként kezdte, az Éjféli expressz Oscar-díjat hozott számára. Egyéb munkái közé tartozik a Conan, a barbár (1982) és A sebhelyesarcú (1983) megírása. Hírnévre A szakasz (1986) és a Született július 4-én (1989) című vietnámi háborús filmdrámákkal tett szert, mindkettővel további Oscar-díjakat és jelöléseket szerzett.
Egyéb rendezései közé tartozik a Tőzsdecápák (1987) és annak 2010-es folytatása, a The Doors (1991), a JFK – A nyitott dosszié (1991), a szintén vietnámi háborús témájú Ég és föld (1993), a Született gyilkosok (1994), a Nixon (1995), a Minden héten háború (1999), a W. – George W. Bush élete (2008) és a Snowden (2016).

## Fiatalkora
Apja, Louis vallását nem gyakorló, zsidó származású (eredeti neve Silverstein), anyja, Jacqueline Goddet, vallását nem gyakorló római katolikus francia. (Stone gyermekkorában jobban beszélt franciául, mint angolul.) Jó anyagi körülmények között éltek, a fiatal Oliver elitiskolákba járhatott. A filmek iránti érdeklődés apja hatására alakult ki benne, első meghatározó filmélménye Fellini Az édes élet című rendezése volt.
1964-ben kezdte meg egyetemi tanulmányait a Yale-en. Egy évvel később már angolt tanított egy katolikus iskolában, Saigon egyik külvárosában, de hamarosan úgy érezte, a tanári pálya nem neki való, így abbahagyta tanulmányait. Hajókon dolgozott, és az írással kezdett próbálkozni.
1967-ben lépett be a hadseregbe, a dél-karolinai Fort Jacksonban kapott gyalogsági kiképzést. 15 hónapot szolgált Vietnámban, 1968 áprilisától egy felderítő szakaszban, amelynek tagjai későbbi filmje több szereplőjének is mintájául szolgáltak. Kétszer sebesült meg; bíborszívvel és bronzcsillaggal tüntették ki.

## Rendezői pályafutása
Visszatérve New Yorkba egy kölcsönkamerával amatőr filmeket kezdett készíteni, illetve nekilátott a Break című forgatókönyvnek, mely a Platoon alapjául szolgál majd. Beiratkozott a New York-i Egyetem Filmiskolájába (New York University's Film School), ahol Martin Scorsese előadásai komoly hatással voltak rá. Ebben az időszakban három rövidebb fekete-fehér filmet készített, miközben taxisofőrként próbált megélni. Első egész estés filmje Seizure egy kanadai mecénás támogatásával készülhetett el.
Egy ideig Los Angelesben építette karrierjét, majd ismét New Yorkban élt: 1976 nyarán itt látott neki első nagy hatású filmje, A szakasz forgatókönyvének. A kész művel – immár véglegesen – Los Angelesbe költözött. A történetet ugyan egy stúdió sem akarta megfilmesíteni, de Stone tehetségére felfigyeltek, és a Columbia Pictures megbízta Billy Hayes önéletrajzi könyvének forgatókönyvvé alakításával. Az Éjféli expressz 1979-ben Oscar-díjat hozott Stone számára. Szintén forgatókönyvíróként működött közre Brian de Palma A sebhelyesarcú című 1983-as remake-jében.
A szakasz forgatásának 1986-ban láthatott neki: a film nyolc Oscar-jelölést kapott, s négy szobrot nyert el, köztük a legjobb rendezésért járót is. Stone-t forgatókönyvíróként is jelölték a díjra. 1986-ban jelölve volt a Salvador című politikai thriller forgatókönyvírójaként. A Vietnám-téma trilógiává bővült, 1989-ben készült el a Született július 4-én (melynek rendezéséért szintén Oscart kapott és jelölve volt producerként és forgatókönyvíróként), majd 1993-ban az Ég és föld.
1991-ben elkészítette a JFK – A nyitott dosszié című életrajzi, összeesküvéselméletet boncolgató filmet, amelyért újabb három kategóriában jelölték. Két évre rá készült el a Nixon című filmje, amelyért legutóbbi jelölését kapta.

## Filmográfia

### Filmrendező

#### Nagyjátékfilmek
| Év   | Magyar cím                         | Eredeti cím                     | Feladatkör | Feladatkör        | Feladatkör        |
| Év   | Magyar cím                         | Eredeti cím                     | Rendező    | Író               | Producer          |
| ---- | ---------------------------------- | ------------------------------- | ---------- | ----------------- | ----------------- |
| 1973 |                                    | Sugar Cookies                   | Nem        | Nem               | Társproducer      |
| 1974 |                                    | Seizure                         | Igen       | Igen              | Nem               |
| 1978 | Éjféli expressz                    | Midnight Express                | Nem        | Igen              | Nem               |
| 1981 | A kéz                              | The Hand                        | Igen       | Igen              | Nem               |
| 1982 | Conan, a barbár                    | Conan the Barbarian             | Nem        | Igen              | Nem               |
| 1983 | A sebhelyesarcú                    | Scarface                        | Nem        | Igen              | Nem               |
| 1985 | A sárkány éve                      | Year of the Dragon              | Nem        | Igen              | Nem               |
| 1986 | Salvador                           | Salvador                        | Igen       | Igen              | Igen              |
| 1986 | Egy lépés a halál                  | 8 Million Ways to Die           | Nem        | Igen              | Nem               |
| 1986 | A szakasz                          | Platoon                         | Igen       | Igen              | Nem               |
| 1987 | Tőzsdecápák                        | Wall Street                     | Igen       | Igen              | Nem               |
| 1988 | Hívd a rádiót!                     | Talk Radio                      | Igen       | Igen              | Nem               |
| 1989 | Született július 4-én              | Born on the Fourth of July      | Igen       | Igen              | Igen              |
| 1990 | Kék acél                           | Blue Steel                      | Nem        | Nem               | Igen              |
| 1990 | A szerencse forgandó               | Reversal of Fortune             | Nem        | Nem               | Igen              |
| 1991 | The Doors                          | The Doors                       | Igen       | Igen              | Nem               |
| 1991 | Acéllabirintus                     | Iron Maze                       | Nem        | Nem               | Vezető            |
| 1991 | JFK – A nyitott dosszié            | JFK                             | Igen       | Igen              | Igen              |
| 1992 | Zebracsíkok                        | Zebrahead                       | Nem        | Nem               | Vezető            |
| 1992 | Békétlen zóna                      | South Central                   | Nem        | Nem               | Vezető            |
| 1993 | Mennyei örömök klubja              | The Joy Luck Club               | Nem        | Nem               | Vezető            |
| 1993 | Ég és föld                         | Heaven & Earth                  | Igen       | Igen              | Igen              |
| 1994 | Született gyilkosok                | Natural Born Killers            | Igen       | Igen              | Nem               |
| 1994 | A legeslegújabb kor                | The New Age                     | Nem        | Nem               | Vezető            |
| 1995 | Killer: Egy sorozatgyilkos naplója | Killer: A Journal of Murder     | Nem        | Nem               | Vezető            |
| 1995 | Nixon                              | Nixon                           | Igen       | Igen              | Igen              |
| 1996 | Pokolsztráda                       | Freeway                         | Nem        | Nem               | Vezető            |
| 1996 | Larry Flynt, a provokátor          | The People vs. Larry Flynt      | Nem        | Nem               | Vezető            |
| 1996 | Evita                              | Evita                           | Nem        | Igen              | Nem               |
| 1997 | Halálkanyar                        | U Turn                          | Igen       | Nincs feltüntetve | Nem               |
| 1997 | Gyilkos társak                     | Cold Around the Heart           | Nem        | Nem               | Vezető            |
| 1998 | A megmentő                         | Savior                          | Nem        | Nem               | Igen              |
| 1999 | Mocskos zsaruk                     | The Corruptor                   | Nem        | Nem               | Vezető            |
| 1999 | Minden héten háború                | Any Given Sunday                | Igen       | Igen              | Vezető            |
| 2004 | Nagy Sándor, a hódító              | Alexander                       | Igen       | Igen              | Nem               |
| 2006 | World Trade Center                 | World Trade Center              | Igen       | Nem               | Nem               |
| 2008 | W. – George W. Bush élete          | W.                              | Igen       | Nem               | Nem               |
| 2010 | Tőzsdecápák – A pénz nem alszik    | Wall Street: Money Never Sleeps | Igen       | Nem               | Nincs feltüntetve |
| 2012 | Vadállatok                         | Savages                         | Igen       | Igen              | Nem               |
| 2016 | Snowden                            | Snowden                         | Igen       | Igen              | Nem               |

#### Dokumentumfilmek
| Év   | Cím                                                                 | Feladatkör | Feladatkör | Feladatkör |
| Év   | Cím                                                                 | Rendező    | Író        | Producer   |
| ---- | ------------------------------------------------------------------- | ---------- | ---------- | ---------- |
| 1998 | The Last Days of Kennedy and King                                   | Nem        | Nem        | Vezető     |
| 2003 | Comandante                                                          | Igen       | Igen       | Igen       |
| 2009 | South of the Border                                                 | Igen       | Nem        | Nem        |
| 2012 | Castro in Winter                                                    | Igen       | Nem        | Nem        |
| 2015 | A jó amerikai (A Good American)                                     | Nem        | Nem        | Vezető     |
| 2016 | Ukraine on Fire                                                     | Nem        | Nem        | Vezető     |
| 2016 | All Governments Lie: Truth, Deception and the Spirit of I. F. Stone | Nem        | Nem        | Vezető     |
| 2019 | Revealing Ukraine                                                   | Nem        | Nem        | Vezető     |
| 2021 | JFK Revisited: Through the Looking Glass                            | Igen       | Igen       | Nem        |
| 2021 | Qazaq: History of the Golden Man                                    | Nem        | Nem        | Vezető     |
| 2022 | Nuclear Now                                                         | Igen       | Igen       | Nem        |
| 2024 | Lula                                                                | Igen       | Igen       | Nem        |

### Filmszínész
| Év   | Magyar cím                      | Eredeti cím                             | Szerep                           | Magyar hang   |
| ---- | ------------------------------- | --------------------------------------- | -------------------------------- | ------------- |
| 1971 |                                 | The Battle of Love's Return             | Cliff                            |               |
| 1971 |                                 | Last Year in Viet Nam (rövidfilm)       | háborús veterán                  |               |
| 1974 |                                 | Seizure                                 | műsorvezető (hangja)             |               |
| 1981 | A kéz                           | The Hand                                | csavargó                         |               |
| 1986 | A szakasz                       | Platoon                                 | Alpha Company őrnagy a bunkerben | Kárpáti Tibor |
| 1987 | Tőzsdecápák                     | Wall Street                             | bróker az irodában               | Tolnai Miklós |
| 1991 | The Doors                       | The Doors                               | UCLA filmprofesszor              |               |
| 1993 | Dave                            | Dave                                    | önmaga                           |               |
| 1994 | Született gyilkosok             | Natural Born Killers                    | tévériporter                     | Orosz István  |
| 1995 | Nixon                           | Nixon                                   | záró narráció (hangja)           | Ráday Mihály  |
| 1999 | Minden héten háború             | Any Given Sunday                        | Tug Kowalski                     | Ujlaki Dénes  |
| 2004 | Nagy Sándor, a hódító           | Alexander                               | makedón katona a Zeusz-szobornál |               |
| 2005 | Torrente 3. – A védelmező       | Torrente 3: El Protector                | részeg angol                     |               |
| 2010 | Tőzsdecápák – A pénz nem alszik | Wall Street: Money Never Sleeps         | befektető                        | Juhász György |
| 2012 |                                 | Greystone Park                          | Oliver                           |               |
| 2012 |                                 | Savages: The Interrogations (rövidfilm) | kihallgató                       |               |

### Televízió
| Év        | Magyar cím                                     | Eredeti cím                             | Feladatkör | Feladatkör | Feladatkör | Megjegyzések               |
| Év        | Magyar cím                                     | Eredeti cím                             | Rendező    | Író        | Producer   | Megjegyzések               |
| --------- | ---------------------------------------------- | --------------------------------------- | ---------- | ---------- | ---------- | -------------------------- |
| 1993      | Vad pálmák                                     | Wild Palms                              | Nem        | Nem        | Vezető     | minisorozat (5 epizód)     |
| 1995      | Megbélyegezve: A McMartin-per                  | Indictment: The McMartin Trial          | Nem        | Nem        | Vezető     | tévéfilm                   |
| 2001      | A merénylet napja                              | The Day Reagan Was Shot                 | Nem        | Nem        | Vezető     | tévéfilm                   |
| 2003–2004 |                                                | America Undercover                      | Igen       | Igen       | Nem        | 2 epizód                   |
| 2012–2013 | Oliver Stone – Amerika elhallgatott történelme | The Untold History of the United States | Igen       | Igen       | Vezető     | dokumentumsorozat narrátor |
| 2017      |                                                | The Putin Interviews                    | Igen       | Igen       | Igen       | dokumentumsorozat          |
| 2021      |                                                | JFK: Destiny Betrayed                   | Igen       | Nem        | Nem        | dokumentumsorozat          |

## Magyarul megjelent művei
- Dale A. Dye: A szakasz; Oliver Stone forgatókönyve alapján; ford. Vitéz Ágnes; IPV, Bp., 1988
- L. Sprague de Camp–Lin Carter: Conan, a barbár. A világhírű film könyve John Milius és Oliver Stone forgatókönyve alapján; Cherubion, Debrecen, 1995
- Oliver Stone–Peter Kuznick: Amerika elhallgatott történelme; ford. Angster László; Kossuth, Bp., 2014
- Putyin-interjúk. A Putyin-interjúk teljes szövege a dokumentumfilmből hiányzó részekkel együtt; előszó Robert Scheer, ford. Seress Ákos; Alexandra, Pécs, 2017
- Putyin tabuk nélkül. A vágatlan interjúk; ford. Seress Ákos; 2. jav. kiad.; Alexandra, Pécs, 2022